# Hoyos (Cantabria)
Hoyos es una localidad del municipio de Valdeolea (Cantabria, España), a 1.030 m s. n. m., y en el último extremo oriental de la Sierra de Híjar. La localidad se encuentra a 1050 metros de altitud sobre el nivel del mar, y a 13 kilómetros de la capital municipal, Mataporquera. En el año 2024 contaba con una población de 12 habitantes (INE).

## Paisaje y naturaleza
Hoyos se sitúa en un vallejo junto a la collada del Bardal que desagua a la vertiente del arroyo Marlantes, o lo que es lo mismo, a la vertiente mediterránea, puesto que esta corriente vierte sus aguas al Híjar, el afluente primero del Ebro. Por eso el paisaje que se descubre desde Hoyos es alfo distinto del que encontramos en el resto de Valdeolea en donde siempre se tiene como referencia el río Camesa y su fondo de valle.
Los montes inmediatos se encuentran por lo general desnudos de bosque. Sin embargo, en el casco despueblo existen agrupaciones de arbolado de entidad, como la fresnada que se alinea junto a la iglesia o un conjunto de espléndida hayas en la parte oeste del pueblo.

## Patrimonio histórico
El monumento señero de Hoyos es la iglesia románica de Santa María, dedicada a la advocación de Santa María. Muy pequeña, sigue el tipo de planta más común en el románico de la región de una sola nave con ábside semicircular más los añadidos casi inevitables de pórtico, torre y sacristía. Lo más puramente románico se nos manifiesta en el ábside. Se divide en tres calles por m4dio de columnas sobre contrafuertes reducidos que rematan a la altura de la cornisa en capiteles historiados, con el mismo ritmo y disposición de los canecillos. Tiene ventana única central, ligeramente abocinada con arquivoltas y capiteles vegetales que recuerdan bastante el estilo del monasterio se San Andrés de Arroyo en Palencia. Como en aquel caso, suponemos su construcción a finales del siglo XII. En el interior, bóveda de cañón algo apuntada en el presbiterio y de horno en el ábside, enmascarada por el retablo mayor del siglo XVIII, de tipo decorativista o rococó.
En el caso del pueblo, hay algunas casas de algún valor artístico, como una que encontramos en el ascenso hasta la iglesia con escudo y guardapolvos saliente y rítmica disposición de las ventanas.

## Personajes ilustres de Hoyos
Don Matias Marcos Seco-Fontecha y González de Castañeda (1807-1879). 
Coronel de Infantería, condecorado con la Gran Cruz de 1° clase de la Real y Distinguida Orden Española de Carlos III, la Cruz de 1° clase de la Real y Militar Orden De San Fernando, la Cruz de la Real y Militar Orden de San Hermenegildo y Comendador de la Real y Distinguida Orden de Isabel la Católica.
Además, fue uno de los primeros fotógrafos de España y uno de los socios fundadores de la Sociedad Fotografía de Cádiz, la primera de ese ámbito en nuestro país.